# Alexandrine af Baden
Alexandrine af Baden (Alexandrine Luise Amalie Friederike Elisabeth Sophie; 6. december 1820 – 20. december 1904) var en tysk prinsesse af Baden. Som ægtefælle til hertug Ernst 2. af Sachsen-Coburg og Gotha var hun hertuginde af Sachsen-Coburg og Gotha fra 1844 til 1893.

## Biografi
Prinsesse Alexandrine blev født den 6. december 1820 i Karlsruhe i Storhertugdømmet Baden som datter af storhertug Leopold 1. af Baden i hans ægteskab med prinsesse Sophie af Sverige.
Hun blev gift den 13. maj 1842 i Karlsruhe med hertug Ernst 2. af Sachsen-Coburg og Gotha, der var bror til Dronning Victoria af Storbritanniens prinsgemal, Prins Albert af Sachsen-Coburg og Gotha. Der blev ikke født børn i ægteskabet.
Hertug Ernst 2. døde den 22. august 1893. Hertuginde Alexandrine overlevede sin mand med 11 år og døde den 20. december 1904 på Callenberg Slot i Sachsen-Coburg.

## Eksterne links
- Wikimedia Commons har flere filer relateret til Alexandrine af Baden